# Koltai Róbert

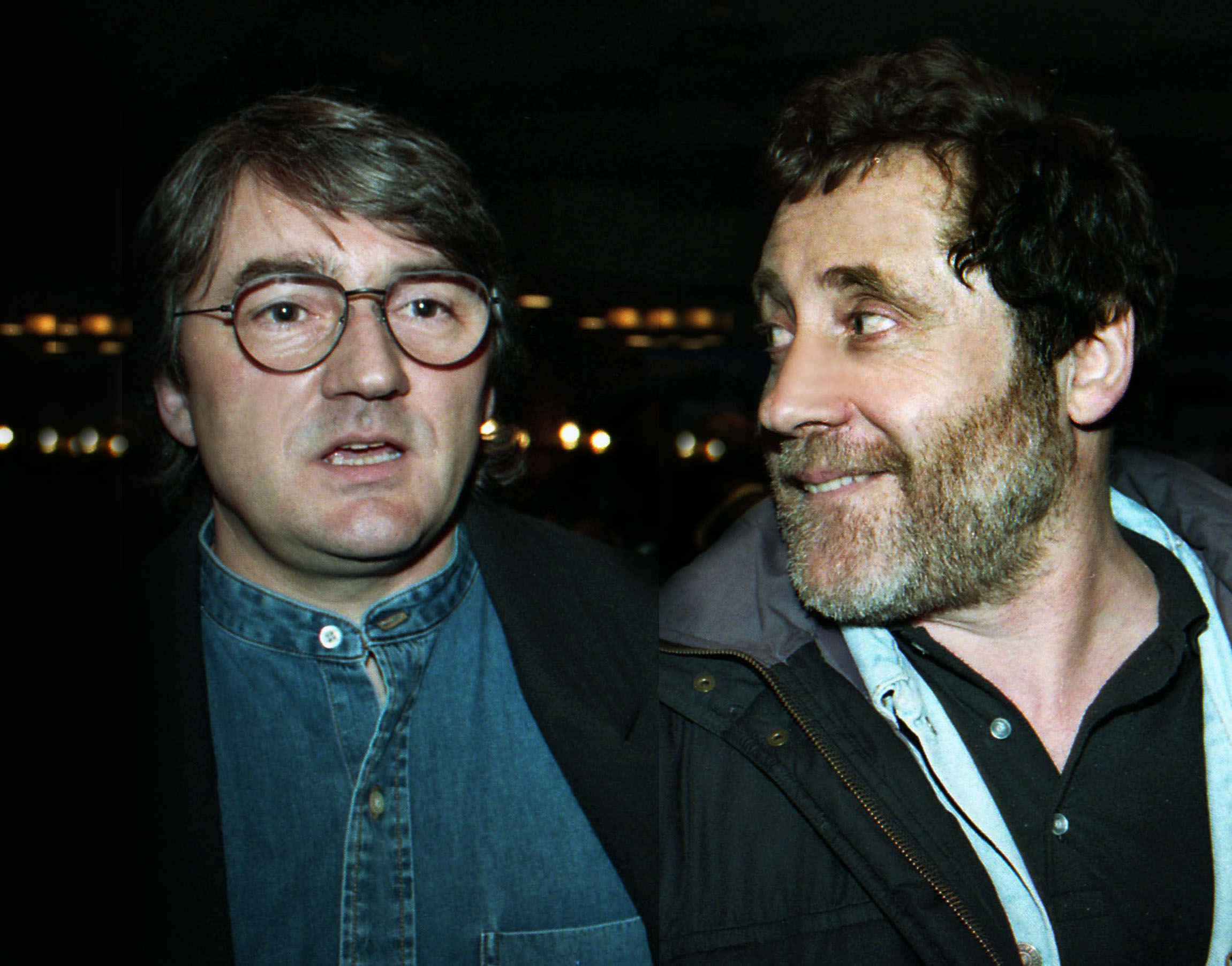
Koltai Lajos és Koltai Róbert

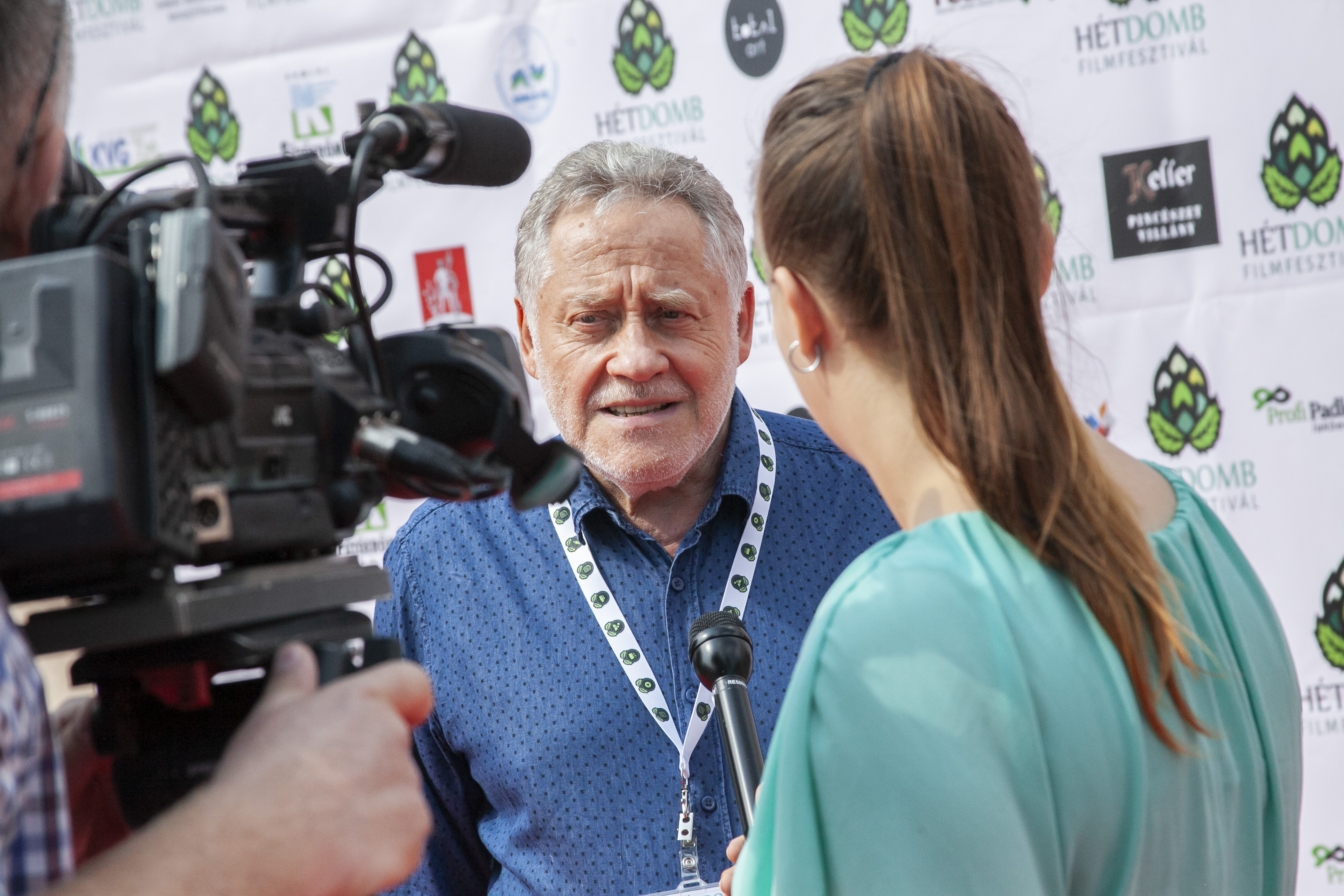
Riport közben a Hét Domb Filmfesztiválon (2018)

Koltai Róbert (Budapest, 1943. december 16. –) Jászai Mari-díjas magyar színművész, filmrendező, érdemes művész, a Halhatatlanok Társulatának örökös tagja.

## Élete és pályafutása
Koltai István (1912–2000) sportvezető és Fritz Gizella (1922–1970) fiaként született. Gyermekkorát Sztálinvárosban töltötte. Édesapja kedveltette meg vele a sportot, azon belül is a focit. Ugyanakkor az irodalmat is nagyon szerette, 12 évesen lett „Sztálinváros legjobb ifjú szavalója”. 1968-ban végzett a Színház- és Filmművészeti Főiskolán. Az első alkalommal nem nyert felvételt az intézménybe, ezért előtte két évig kereskedelemtechnikát is tanult.
Pályáját a kaposvári Csiky Gergely Színházban kezdte 1968-ban. 1970–1972 között a Pécsi Nemzeti Színház, 1972–1978 között ismét a Csiky Gergely Színház, 1978–1980 között a Nemzeti Színház tagja volt. 1980-ban visszatért a Csiky Gergely Színházba, ahol egészen 1993-ig volt tag. 1993–94-ben a veszprémi Petőfi Színház színésze volt. 1995-től a József Attila Színház vendégművésze volt, 2002-2005 között művészeti vezetője.
Az egyik legtöbbet foglalkoztatott magyar színházművész; országos ismertséget azonban filmszerepei, illetve filmrendezései biztosítottak számára.

## Magánélete
1971-ben házasságot kötött Pogány Judittal, akivel 2006-ig élt együtt, közös gyermekük P. Koltai Gábor filmproducer. Élettársa Gaál Ildikó rendező.

## Filmográfia

### Film

#### Rendező és író
| Év   | Magyar cím                        | Angol cím             | Feladatkör | Feladatkör |
| Év   | Magyar cím                        | Angol cím             | Rendező    | Író        |
| ---- | --------------------------------- | --------------------- | ---------- | ---------- |
| 1993 | Sose halunk meg                   | We Never Die          | Igen       | Igen       |
| 1996 | Szamba                            | –                     | Igen       | Igen       |
| 1997 | A miniszter félrelép              | Out of Order          | Igen       | Igen       |
| 1998 | Ámbár tanár úr                    | Professor Albeit      | Igen       | Igen       |
| 1999 | Hippolyt                          | –                     | Nem        | Igen       |
| 2001 | Csocsó, avagy éljen május elseje! | May Day Mayhem!       | Igen       | Igen       |
| 2004 | Világszám!                        | Colossal Sensation!   | Igen       | Igen       |
| 2007 | Megy a gőzös                      | Train Keeps a Rollin' | Igen       | Igen       |
| 2012 | Magic Boys                        | Diamond Heist         | Igen       | Igen       |

#### Színész
| Év   | Cím                                               | Szerep                          |
| ---- | ------------------------------------------------- | ------------------------------- |
| 1967 | Ezek a fiatalok                                   | ismeretlen szerep               |
| 1968 | A beszélő köntös                                  | szolga                          |
| 1971 | Sárika, drágám                                    | ismeretlen szerep               |
| 1971 | Madárkák                                          | A kis katona                    |
| 1972 | Volt egyszer egy család                           | detektív                        |
| 1973 | Ártatlan gyilkosok                                | ismeretlen szerep               |
| 1973 | Egy kis hely a nap alatt                          | Altai Márkus                    |
| 1974 | A dunai hajós                                     | Petyka                          |
| 1974 | Bástyasétány hetvennégy                           | Benedek Péter                   |
| 1976 | Ballagó idő                                       | orvos                           |
| 1976 | A kenguru                                         | Jocó                            |
| 1976 | Azonosítás                                        | Kelemen                         |
| 1976 | Szépek és bolondok                                | ellenőr                         |
| 1977 | Pókfoci                                           | tornatanár                      |
| 1978 | A kétfenekű dob                                   | Benedek Péter'                  |
| 1978 | Kihajolni veszélyes                               | Tamáska                         |
| 1979 | A Trombitás                                       | Jankó                           |
| 1980 | Kojak Budapesten                                  | csempéző                        |
| 1980 | Boldogtalan kalap                                 | Kata elvált férje               |
| 1981 | Vuk                                               | Simabőrű, a vadász (hangja)     |
| 1982 | Kabala                                            | Anya élettársa                  |
| 1982 | Szívzűr                                           | állatorvos                      |
| 1982 | Panelkapcsolat                                    | férj                            |
| 1983 | Viadukt                                           | sofőr                           |
| 1984 | Szeretők                                          | Plesch, az autós hirdető        |
| 1984 | Boszorkányszombat                                 | Jacob Grimm                     |
| 1985 | Gyerekrablás a Palánk utcában                     | Hecseki Boldizsár alhadnagy     |
| 1985 | Városbújócska                                     | újságíró                        |
| 1986 | Hülyeség nem akadály                              | Nopcsa professzor               |
| 1986 | Tichá radost                                      | Emil                            |
| 1986 | Egészséges erotika                                | Bozodi János, ügyeletes tűzoltó |
| 1986 | C.K. dezerterzy                                   | Chudej                          |
| 1986 | A Nagy generáció                                  | Nyikita                         |
| 1987 | Csók, Anyu                                        | Kalmár Géza                     |
| 1987 | Doktor Minorka Vidor nagy napja                   | Kvaszta Simi                    |
| 1989 | A legényanya                                      | narrátor (hangja)               |
| 1989 | Tutajosok                                         | Scharf József                   |
| 1989 | Béketárgyalás, avagy az évszázad csütörtökig tart | ismeretlen szerep               |
| 1990 | Potyautasok                                       | Tomi apja                       |
| 1991 | Csapd le csacsi!                                  | Sanyi, rendőr                   |
| 1991 | Szerelmes szívek                                  | szexológus                      |
| 1992 | A nagy postarablás                                | ismeretlen szerep               |
| 1992 | Tékozló apa                                       | Sanyi                           |
| 1993 | Sose halunk meg                                   | Gyula                           |
| 1994 | Priváthorvát és Wolframbarát                      | Priváthorvát (hangja)           |
| 1994 | A Pártütők                                        | ismeretlen szerep               |
| 1995 | Törvénytelen                                      | Jablonka Ede polgármester       |
| 1996 | Szamba                                            | Szamba Ottó                     |
| 1997 | A miniszter félrelép                              | Galamb Sándor                   |
| 1998 | Zloto dezerterów                                  | Chudej                          |
| 1998 | Ámbár tanár úr                                    | Baradlay Rómeó (Ámbár)          |
| 1999 | Hippolyt                                          | Schneider Mátyás                |
| 2001 | Csocsó, avagy éljen május elseje!                 | Csomai „Csocsó” Gusztáv         |
| 2003 | Nomen est Omen, avagy Reszkess Szabó János!       | Szabó János                     |
| 2004 | Montecarlo!                                       | Rónaszegi Dezső                 |
| 2004 | Világszám!                                        | Naftalin                        |
| 2006 | Egyetleneim                                       | cameo (törölt jelenet)          |
| 2006 | Közúti karbantartók                               | keményfiú                       |
| 2006 | Budakeszi srácok                                  | Mr. Kiss                        |
| 2007 | Megy a gőzös                                      | Bajusz János                    |
| 2008 | ZooKids – Mentsük meg az Állatkertet!             | ismeretlen szerep               |
| 2012 | Magic Boys                                        | Edward „Ünneprontó” Brown       |
| 2022 | A gyémánt út pora (rövidfilm)                     | Vilma néni férje                |
| 2024 | Ma este gyilkolunk                                | Szalai Levente                  |

### Televízió

#### Rendező és író
| Év        | Cím        | Feladatkör | Feladatkör | Megjegyzések |
| Év        | Cím        | Rendező    | Író        | Megjegyzések |
| --------- | ---------- | ---------- | ---------- | ------------ |
| 1982      | A tökfilkó | Igen       | Nem        | tévéfilm     |
| 1983      | Telepohár  | Nem        | Igen       | tévéfilm     |
| 1985      | Televáró   | Nem        | Igen       | tévéfilm     |
| 1994–1995 | Patika     | Igen       | Nem        | 14 epizód    |

#### Színész
| Év        | Cím                                                         | Szerep                        | Megjegyzések           |
| --------- | ----------------------------------------------------------- | ----------------------------- | ---------------------- |
| 1966–1967 | Princ, a katona                                             | honvéd                        | 4 epizód               |
| 1970      | Őrjárat az égen                                             | Barna                         | 3 epizód               |
| 1971      | Bors                                                        | rendőr                        | 1 epizód               |
| 1974      | Ficzek úr                                                   | karmester                     | tévéfilm               |
| 1974      | Pocok, az ördögmotoros                                      | Menyét                        | minisorozat (2 epizód) |
| 1976      | Rendőrség                                                   | ismeretlen szerep             | tévéfilm               |
| 1976      | Tizenegy több mint három                                    | Mányoki Vendel bányamentő     | tévéfilm               |
| 1977      | A zöldköves gyűrű                                           | Gulyás úr                     | tévéfilm               |
| 1977      | Felső-Ausztria                                              | ismeretlen szerep             | tévéfilm               |
| 1978      | Boldogság                                                   | Rein fizikus                  | tévéfilm               |
| 1979      | A korona aranyból van                                       | Bothwell]] katonai parancsnok | tévéfilm               |
| 1980      | Indul a bakterház                                           | Szabó bakter                  | tévéfilm               |
| 1982      | A Tökfilkó                                                  | ismeretlen szerep             | tévéfilm               |
| 1983      | A Mi Ügyünk, avagy az utolsó hazai maffia hiteles története | Kondos                        | tévéfilm               |
| 1984      | A láperdő szelleme                                          | Szellem                       | tévéfilm               |
| 1984      | A Revizor                                                   | ismeretlen szerep             | tévéfilm               |
| 1985      | Rafinált bűnösök                                            | Sejba, tolvaj                 | tévéfilm               |
| 1986      | A Nagymama                                                  | Tódorka Szilárd               | tévéfilm               |
| 1986      | Hajnali párbeszéd                                           | barkochbázó férfi             | tévéfilm               |
| 1987      | T.I.R.                                                      | ismeretlen szerep             | 1 epizód               |
| 1989      | Napóleon                                                    | Talma                         | tévéfilm               |
| 1989      | Labdaálmok                                                  | Rizik                         | tévéfilm               |
| 1989      | Groteszk                                                    | tanító                        | tévéfilm               |
| 1989–1990 | Zsarumeló                                                   | Guruczi Károly hadnagy        | minisorozat (2 epizód) |
| 1991      | Kárpót medence – Élő hócipő                                 | illetékes                     | tévéfilm               |
| 1993      | Privát kopó                                                 | Borlay                        | 1 epizód               |
| 1993      | Brigitta                                                    | orvos                         | tévéfilm               |
| 1994–1995 | Patika                                                      | Norbi                         | 14 epizód              |
| 2002      | Limonádé                                                    | ismeretlen szerep             | 1 epizód               |
| 2003      | Lili                                                        | Dadogi                        | minisorozat (3 epizód) |
| 2014      | Starfactory                                                 | Gyufa                         | tévéfilm               |
| 2019–2020 | Drága örökösök                                              | Kálmán bácsi                  |                        |
| 2021      | Jóban Rosszban                                              | Szemes                        | 6 epizód               |
| 2022      | Korai menyegző                                              | idős Maci                     | tévéfilm               |
| 2022–2024 | Drága örökösök – A visszatérés                              | Szappanos Kálmán bácsi        |                        |

## A Rádiókabaréban
Rendszeres szereplője volt a Rádiókabarénak. Emlékezetes tanárparódiái mellett leginkább az Illetékes elvtárs figurája kötődik hozzá.

## Cd-k és hangoskönyvek
- A. A. Milne: Micimackó
- Mese – ház 2. Versek és dalok állatokról

## Kötetek
- Koltai Róbert – Nagy utazás; összeáll. Szabó Tamás, interjú Sütő Péter; New Bridge, Budapest, 1994 (Humphrey könyvei)
- Szamba. Könyvmozi; Ab Ovo, Budapest, 1996
- Nemes István: A miniszter félrelép; Totem, Budapest, 1998
- Világszám. Dodó és Naftalin. Tragikomédia; "C"-HMH Stúdió Bt., Budapest, 2003
- Bóta Gábor: Koltai Róbert – Pogány Judit. Színész-házas-páros; Budapest Print, Budapest, 2004
- Sose halok meg? – Az első 75; Jaffa, Budapest, 2018
- Gaál Ildikó–Koltai Róbert: Az én kabarém. Rögtönzések, paródiák, jelenetek; Jaffa, Budapest, 2019
- Koltai Róbert-Gaál Ildikó: Végszót adok-veszek; Jaffa, Budapest, 2020
- Gaál Ildikó: Koltai 80 - Filmeskönyv; Athenaeum Kiadó, Budapest, 2023

## Díjai, elismerései
- Jászai Mari-díj (1976)
- Filmkritikusok díja (1976, 1980, 1994)
- Legjobb színész alakítás (Veszprémi TV fesztivál, 1977)
- Érdemes művész (1985)
- SZOT-díj (1987)
- Kritikusok Díja (1988)
- Legjobb színészi alakítás (Színházi Fesztivál, 1988)
- Színikritikusok díja (1988)
- Erzsébet-díj (1989)
- Karinthy-gyűrű (1998)
- Déri János-díj (1999)
- Súgó Csiga díj (2002)
- Dunaújváros díszpolgára (2005)
- Aranycsirke-díj (2005)
- A Magyar Köztársasági Érdemrend középkeresztje (2006)
- Story Ötcsillag-díj (2008)
- Pepita-díj arany fokozat (2017)
- Madách-díj (2020)
- Örökös tag a Halhatatlanok Társulatában (2020)
- Emberi Hang Életműdíj (2022)
- Bujtor István-életműdíj (2022)
- „Kossuth-díjasok Kossuth-díja”[14] (2024)